# كارلوس هينريكي رايموندو رودريغيز
كارلوس هينريكي رايموندو رودريغيز (بالبرتغالية: Carlos Henrique Raimundo Rodriguez‏) (24 ديسمبر 1976 في البرازيل – )؛ هو لاعب كرة قدم سابق كان يلعب كمهاجم.

## وصلات خارجية
- كارلوس هينريكي رايموندو رودريغيز على موقع رابطة كرة القدم اليابانية للمحترفين (اليابانية)
- كارلوس هينريكي رايموندو رودريغيز على موقع عالم كرة القدم.نت (الإنجليزية)